# Il nido dello storno
Il nido dello storno (The Starling) è una commedia drammatica del 2021 diretto da Theodore Melfi, con protagonisti Melissa McCarthy e Chris O'Dowd.

## Trama
Lilly e Jack sono una coppia impegnata nell'affrontare la prematura scomparsa della loro figlia Kathy, di appena un anno. Jack si ritroverà rinchiuso in una clinica psichiatrica, mentre Lilly si ritrova a casa da sola a gestire i propri sentimenti con difficoltà. Lilly sta cercando di tenere duro per il ritorno di Jack dalla struttura.
Impiegata in un negozio di alimentari, Lilly lavora per mantenere la proprietà della sua famiglia. Come se i problemi della protagonista non fossero già abbastanza gravi, uno storno, che ha creato il suo nido su un albero nel cortile della donna, inizia a molestarla e ad attaccarla e lei diventa ossessionata dall'idea di fermarlo.
Dando priorità al dolore di Jack senza gestire il proprio, un consulente dell'ospedale di Jack suggerisce a Lilly di vedere qualcuno per la sua salute mentale prima che torni a casa. Questo la porta nell'ufficio di Larry Fine, un eccentrico psichiatra diventato veterinario. Formano un legame unico e improbabile mentre si aiutano a vicenda a riconoscere e affrontare i loro problemi.

## Produzione

### Cast
L'idea per la realizzazione del film venne alla luce già a partire dal 2005 ma la produzione cominciò ufficialmente solo nel 2017, con Dome Karukoski in origine alla regia e con Keanu Reeves e Isla Fisher come protagonisti.
Nel luglio 2019 è stato annunciato un cambio radicale nel cast, con Melissa McCarthy e Chris O'Dowd come protagonisti e Theodore Melfi alla regia.

### Riprese
Le riprese del film si sono svolte principalmente a New York e sono durate dal 2 agosto al 19 settembre 2019.

## Distribuzione
Il nido dello storno è stato proiettato in anteprima mondiale al Toronto International Film Festival il 12 settembre 2021.
Il film è uscito in distribuzione limitata nelle sale cinematografiche statunitensi il 17 settembre 2021 per poi essere rilasciato a livello globale sulla piattaforma di streaming Netflix il successivo 24 settembre.

## Accoglienza

### Critica
Il film è stato accolto da recensioni prevalentemente negative da parte della critica, mentre il pubblico si dimostrò generalmente favorevole alla pellicola.
Sul sito web Rotten Tomatoes la sezione dedicata alla critica professionale ha assegnato al film un punteggio del 19% sulla base di 94 recensioni e un voto di 4,20 su 10, mentre quella del pubblico gli ha dato il 72% di recensioni favorevoli sulla base di 250 recensioni. Metacritic invece gli ha affidato un punteggio di 31 su 100 su un totale di 23 recensioni.
Il critico cinematografico del The Guardian Peter Bradshaw ha detestato il film, tanto da dargli un punteggio di una sola stella su 5 e da definirlo "particolarmente pessimo".
Contrariamente agli altri, il Times ha recensito molto positivamente il film, tanto da assegnargli 4 stelle su 5 e scrivere: "Il piacere di guardare questo melodramma è implicitamente collegato al fatto che, fortunatamente, esiste ancora un gruppo audace di registi disposti a spendere 20 milioni di dollari per un racconto sobrio sul dolore degli adulti."